# Die Geschichte vom Fuchs und dem Raben
Die Geschichte vom Fuchs und dem Raben oder Vom Fuchs, der den Raben zum Freund haben wollte ist eine Erzählung aus den Geschichten aus Tausendundeine Nacht. In der Arabian Nights Encyclopedia wird sie als ANE 51 gelistet.
In der Fabel versucht ein Fuchs die Freundschaft eines Raben zu gewinnen. Binnengeschichten sind die Geschichte vom Floh und der Maus, die Geschichte vom Sakerfalken und den Raubvögeln und die Geschichte vom Sperling und dem Adler.

## Handlung
Einst bewohnte ein Fuchs einen Bau im Gebirge. Jedes Mal, wenn ihm ein Junges geboren wurde, wartete er, bis es fett geworden war und fraß es dann vor Hunger auf, obgleich es ihn schmerzte. Nun hatte auf dem Berg ein Rabe sein Nest gebaut und der Fuchs hoffte mit ihm Freundschaft zu schließen, da der Rabe Fähigkeiten besaß, die der Fuchs nicht hatte, um zu überleben. So begab sich der Fuchs zum Raben und appellierte an dessen Frömmigkeit und islamische Geschwisterlichkeit. Der Rabe nahm dies zur Kenntnis, weigerte sich jedoch mit dem Fuchs Freundschaft zu schließen, da er ihm nicht traute und sagte, dass der Fuchs zu den Raubtieren, er aber zu den Vögeln zähle und eine solche Freundschaft selten Früchte für beide Seiten trage. Da bat der Fuchs dem Raben Geschichten über die Freundschaft erzählen zu dürfen und der Rabe stimmte zu.
Daraufhin begann der Fuchs die Geschichte vom Floh und der Maus zu erzählen, in der ein Floh und eine Maus ein Bündnis zum gegenseitigen Vorteil eingehen. Doch der Rabe war nicht überzeugt und verwies darauf, dass der Fuchs einen Wolf hintergangen hatte; ein Tier dass ihm sehr ähnlich war. Der Rabe verwies auf die Geschichte vom Sakerfalken und den Raubvögeln und erzählte dem Fuchs auf Nachfrage die Geschichte, in der ein einst mächtiger Falke nur durch List in seinen älteren Jahren überlebt. Ebenso, so der Rabe, werde zwar die Körperstärke des Fuches nachlassen, nicht aber sein Scharfsinn. Doch warnte der Rabe den Fuchs davor, sich zu übernehmen und stärker zu stellen, als er tatsächlich sei, sonst werde es ihm wie dem Sperling ergehen. Als der Fuchs nachfragte, erzählte ihm der Rabe die Geschichte vom Sperling und dem Adler, in der ein Spatz durch Übermut ins Verderben geriet.
So warnte der Rabe nun den Fuchs davor, sich zu übernehmen und der Fuchs – einsichtig, dass er verloren hatte – machte sich traurig in seine Höhle davon.

## Ausgaben
- Enno Littmann: Die Erzählungen aus den tausendundein Nächten, Insel Verlag, Frankfurt 1968, Band 2, S. 272–280. (Kalkutta II-Edition)
- Claudia Ott: Tausendundeine Nacht – Das glückliche Ende, dtv, München 2018 [2016], S. 63–70. (Kayseri-Handschrift)